# 浜堤

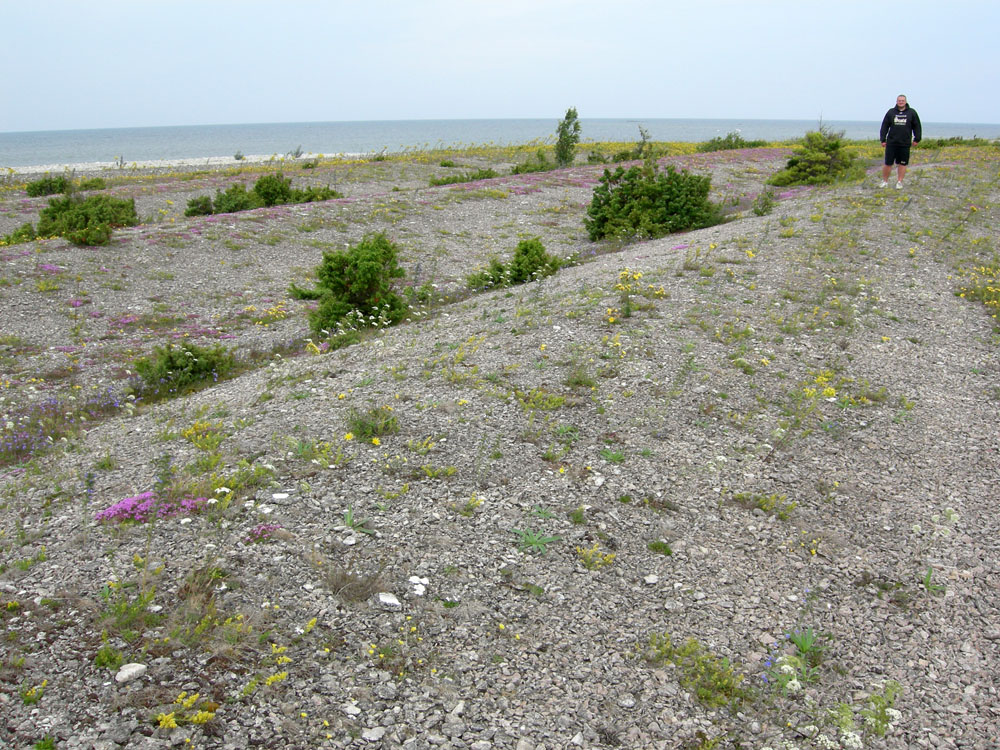
エストニアのサーレマー島に見られる浜堤

浜堤（ひんてい、英語: beach ridge）とは、波によって洗われたり、波によって移動してきた物が堆積したりすることによって、主に海岸とほぼ平行に形成される低い峰のことである。湖にも形成する場合もある。このため、浜堤は世界中の陸上のあちこちで見られる。なお浜堤は、その上を砂丘が覆ったり、砂丘とくっついてしまうこともある。浜堤がよく発達した平野を浜堤平野という。

## 概説
浜堤には、浜辺を構成する基本的な堆積物である砂が含まれているのが通常である。この堆積物が打ちよせる波によって移動して、浜堤は形成される。したがって、浜堤の高さは、打ちよせる波の波長や波高と、その波が持つエネルギーの大きさに影響を受ける。このように、浜堤の形成には水の波が必要なので、本来であれば、浜堤は水域の近くにしか存在しないはずである。しかしながら、水面が下がったり、土地が隆起したりすると、浜堤は水域から離れてしまう場合もある。このような水域から離れた浜堤は、あちらこちらで見られる。水面が下がって水域から切り離された浜堤は、例えば、アメリカ合衆国の西部に存在する干上がった湖のそばや、北アメリカ大陸の五大湖のような水位の下がった湖周辺の内陸部に見られる。これらは、直近の氷期の終わりに、氷河が溶けて一時的に現在の湖面よりも水位が上がり、周辺へ水があふれ出したことによって形成された浜堤である。また、土地が隆起したことによって水域から切り離された浜堤は、例えば、スカンジナビア半島のような氷期には厚い氷床に覆われていたような場所に見られる。これは、氷期が終わって陸上の氷が溶けたことで、その氷の重量から解放された土地が急激に隆起する過程で形成された浜堤である。なお、これらの例とは逆に水面が上がってしまった場合は、速やかに侵食されてしまうため、浜堤は不明瞭になってしまう。

## 利用

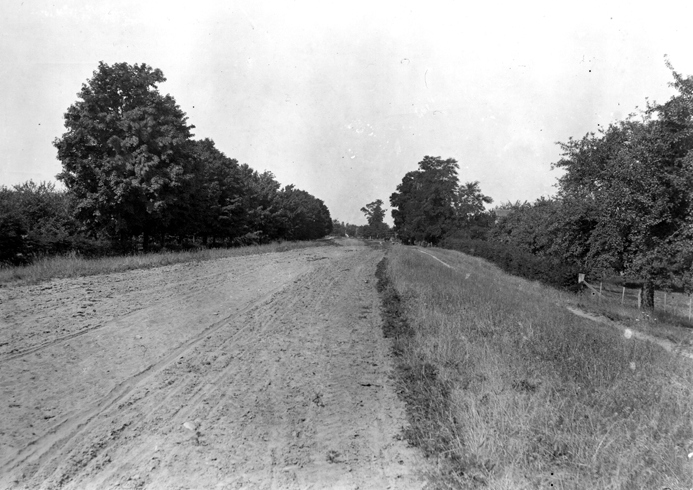
古代のイロコイ氷河湖が残した浜堤上に作られた道路。アメリカ・ニューヨーク州

浜堤は、道路を作る場所として使われることがある。つまり、浜堤の頂の部分を道路にしてしまうわけである。日本でも、宮城県道126号愛島名取線、仙台バイパスのように浜堤に道路が作られている例がある。また、散策ルートとして利用されることもある。
また畑や集落として使われる。